# داراکویه
داراکویه، روستایی از توابع بخش ششده و قره‌بلاغ شهرستان فسا در استان فارس ایران است.
نتایج بررسی باستان‌شناسی محوطه تاریخی «داراکان فسا» تاکنون بیانگر این بوده که بنیاد اولیه شهر در دوره ساسانی و با نقشه ای نسبتا مستطیل شکل و شبکه بندی داخلی شطرنجی شکل گرفته یا تاسیس شده است. این محوطه در نزدیکی روستای داراکویه از بخش ششده و قره بلاغ شهرستان فسا در جاده قدیم فسا به داراب قرار داردو با توجه به اشاره در متون تاریخی و از جمله ابن حوقل این محوطه یکی از شهرهای ارتباطی بین فسا و داراب در دوره‌های آغاز اسلامی بوده است.
اطلاعات اولیه بررسی نشان می‌دهد که شهر داراکان در دو قسمت شمالی و جنوبی در دو طرف رودخانه شکل گرفته و آثار معماری از دوره های ساسانی و اسلامی و همچنین سه رشته قنات بر روی محوطه قابل مشاهده است.

## جمعیت
این روستا در دهستان قره‌بلاغ قرار دارد و براساس سرشماری مرکز آمار ایران در سال ۱۳۸۵، جمعیت آن ۹۶۸ نفر (۲۲۶خانوار) بوده‌است.
این روستا آخرین روستای شهرستان فسا و هم مرز با شهرستان داراب است. دور تا دور آن پوشیده از کوه بوده و تا 40 سال پیش یکی از مناطق پر آب به حساب می آمده و دارای جنگل و شالیزار بوده است. امروزه به دلیل برداشت بی رویه آب برای کشاورزی با بحران آب روبروست. امامزاده سید حاجی یکی از زیارتگاه ها و نقاط دیدنی آن است و مردم منطقه قره بلاغ و شهرستانهای اطراف اعتقاد زیادی به آن دارند. زبان مردم این روستای کوچک، فارسی  با لهجه ای نزدیک به شهرستانهای فسا و داراب می باشد. نام این روستا در چندین کتاب قدیمی با عنوان شهر داراکو یا درکان آورده شده است. آثار خرابه ها، قبرستانها و دیوارچینی های قدیمی در اطراف و اکناف این روستا حکایت از آن دارد.